# Józef Drożdż
Józef Drożdż (ur. 22 stycznia 1918 w Kamienicy k. Bielska, zm. 12 kwietnia 2012 w Bielsku-Białej) – instruktor harcerski, harcmistrz, wieloletni komendant hufca ZHP w Bielsku-Białej, nauczyciel, członek ruchu oporu, więzień obozów Auschwitz-Birkenau i Mauthausen-Gusen, działacz Polskiego Związku Narciarskiego i Szkolnych Związków Sportowych, kawaler Orderu Uśmiechu (2005).

## Życiorys
Urodził się w wielodzietnej rodzinie Tomasza (1885–1949) i Anieli z domu Skowron (1892–1950). Uczył się w Szkole Powszechnej w Kamienicy (1923–1928), następnie w Państwowej Szkole Wydziałowej w Bielsku (1929-1931), Państwowym Gimnazjum im. Józefa Piłsudskiego w Bielsku (1932–1936), Seminarium Nauczycielskim w Białej Krakowskiej (1937–1939). Do ZHP wstąpił 15 stycznia 1930. Pełnił kolejno funkcje: zastępowego (1931/32), przybocznego (1932/33) i  najmłodszego w Chorągwi Śląskiej drużynowego (1933–1937). W 1937 odbył kurs podharcmistrzowski w Suminie k. Raciborza a w 1938 otrzymał stopień podharcmistrza. W latach 1937–1939 prowadził Drużynę Harcerzy „Skauci” im. Grzegorza Piramowicza. Rozpoczął także latanie na szybowcach. W 1934 ukończył kurs pilotów kategorii „A” i „B” w Goleszowie, a w następnym kat. „C” w Tęgoborze oraz zdobył licencję skoczka spadochronowego. 24 sierpnia 1939 został mianowany komendantem wojennego Pogotowia Harcerzy na terenie miast i powiatów Bielsko i Biała Krakowska.
Podczas okupacji niemieckiej działał w konspiracji, pracował jako pomocnik niemieckiego kamieniarza z Mikuszowic, później w stolarni w Bielsku. Za działalność przeciwko III Rzeszy resztowany 18 grudnia 1940, następnie przewieziony do KL Auschwitz (nr więzienny 7602). Od lutego 1941, w celu kolejnych przesłuchań był więziony w Bielsku, Raciborzu, Bytomiu, Zabrzu, Katowicach, Brzegu (1941–1944), Gliwicach, Sosnowcu, Mysłowicach (1944–1945). Pod koniec wojny wywieziony został do KL Mauthausen-Güsen (nr więzienny 122312).
Po wojnie 7 lipca 1945 wrócił do Bielska, podjął pracę harcerską w działającym już Beskidzkim Hufcu Harcerzy Bielsko i Biała Krakowska, został hufcowym, kontynuował naukę w Liceum Pedagogicznym w Białej Krakowskiej (1945–1946), następnie w Akademii Wychowania Fizycznego w Warszawie (1946–1949), gdzie uzyskał tytuł magistra pedagogiki w zakresie wychowania fizycznego i przysposobienia wojskowego. Po studiach podjął pracę w Technikum Włókienniczym w Bielsku a w 1950 został skierowany do pracy w Dyrekcji Okręgowej Szkolenia Zawodowego w Katowicach, jako wizytator. Od 1953 pracował jako nauczyciel matematyki i wychowania fizycznego w Zasadniczej Szkole Zawodowej im. Stanisława Staszica w Bielsku-Białej. W 1957 został pierwszym komendantem ZHP Hufiec Beskidzki w Bielsku-Białej. 20 września 1957 otrzymał stopień harcmistrza. Przeszedł na emeryturę w 1978.
W latach 50. współtworzył Międzyszkolny Klub Sportowy „Zryw”. Był to pierwszy klub narciarski w Szkolnym Związku Sportowym, a Józef Drożdż był jego prezesem do 1992. Był też członkiem władz Polskiego Związku Narciarskiego oraz Śląskiego Okręgowego Związku Narciarskiego w Katowicach. Przeszedł wszystkie szczeble kariery sędziego narciarskiego. Od 1976 był sędzią międzynarodowym.
Był prezesem bielskiego oddziału koła Polskiego Związku Byłych Więźniów Politycznych Hitlerowskich Więzień i Obozów Koncentracyjnych. 
W 1998 w uznaniu swych licznych zasług dla Województwa Bielskiego otrzymał tytuł „Osobowość Podbeskidzia”. W 2003 został wpisany przez władze samorządowe do Księgi Zasłużonych dla Bielska-Białej. 
Wydał publikację książkową pt. „Jak przeżyć życie godnie, z honorem i miłością”.
Dwukrotnie żonaty. W 1953 ożenił się z Zofią z domu Sędra (1924–1977), harcerką, nauczycielką wychowania fizycznego. W 1954 urodziła się im jedyna córka Wanda. Od 9 sierpnia 1979 drugą żoną była Maria Kalinowska z domu Bernaś (1931–2000), była harcerka oraz wieloletnia działaczka i główna księgowa PTTK w Bielsku-Białej.
Zmarł w bielskim szpitalu im. Edmunda Wojtyły, pochowany na cmentarzu Parafii św. Małgorzaty w Bielsku-Białej (Kamienicy).

## Ordery i odznaczenia
- Krzyż Komandorski Orderu Odrodzenia Polski (2009)[5][6]
- Krzyż Oficerski Orderu Odrodzenia Polski
- Krzyż Kawalerski Orderu Odrodzenia Polski
- Złoty Krzyż Zasługi
- Order Uśmiechu (2005)[7]
- Złota Odznaka ZNP
- Medal honorowy „Za Zasługi dla Polskiego Komitetu Olimpijskiego”

Źródło:.

## Upamiętnienie
Hufiec ZHP w Bielsku-Białej nosi imię hm. Józefa Drożdża.